# Panamá (Goiás)
| Panamá, Goiás                | Panamá, Goiás                               |
| ---------------------------- | ------------------------------------------- |
|                              |                                             |
| Wappen                       | Flagge                                      |
| Wappen von Panamá unbekannt  | Keine Flagge von Panamá unbekannt           |
| Karte                        |                                             |
|                              |                                             |
| Basisdaten                   |                                             |
| Staat:                       | Brasilien (BRA)                             |
| Verwaltungsgliederung:       | Mittelwesten                                |
| Bundesstaat:                 | Goiás (GO)                                  |
| Mesoregion:                  | Süd-Goiás                                   |
| Mikroregion:                 | Meia Ponte                                  |
| Distanz zu Goiânia:          | 188 km                                      |
| Geografische Lage:           | 18° 11′ S, 49° 21′ W                        |
| Angrenzende Gemeinden:       | Goiatuba und Itumbiara                      |
| Zeitzone:                    | UTC-3 Sommer: UTC-2                         |
| Höhe:                        | 733 m ü. NN                                 |
| Fläche:                      | 433,759 km²                                 |
| Einwohner:                   | 2.676                                       |
| Bevölkerungsdichte:          | 6,2 Einwohner / km²                         |
| Telefonvorwahl:              | +55 64                                      |
| Postleitzahl (CEP):          | 75580-000                                   |
| Adresse der Stadtverwaltung: | Av. Getúlio Vargas, 540 Setor Centro        |
| Offizielle Website:          | keine (Oktober 2011)                        |
| Jahrestag:                   | 14. November                                |
| Gemeindegründung:            | 1952                                        |
| Politik                      |                                             |
| Bürgermeister:               | Divino Alexandre da Silva (PMDB), 2009–2012 |
| Vize-Bürgermeister:          | Renê da Mota Oliveira (PR), 2009–2012       |

Panamá ist eine brasilianische politische Gemeinde im Bundesstaat Goiás in der Mesoregion Süd-Goiás und in der Mikroregion Meia Ponte.

## Geographische Lage
Panamá liegt südwestlich der brasilianischen Hauptstadt Brasília und südlich von Goiânia, der Hauptstadt des Bundesstaates, im Süden von Goiás.

Die Gemeinde grenzt
- im Norden an die Gemeinde Goiatuba
- im Süden an Itumbiara